# ガラス棒

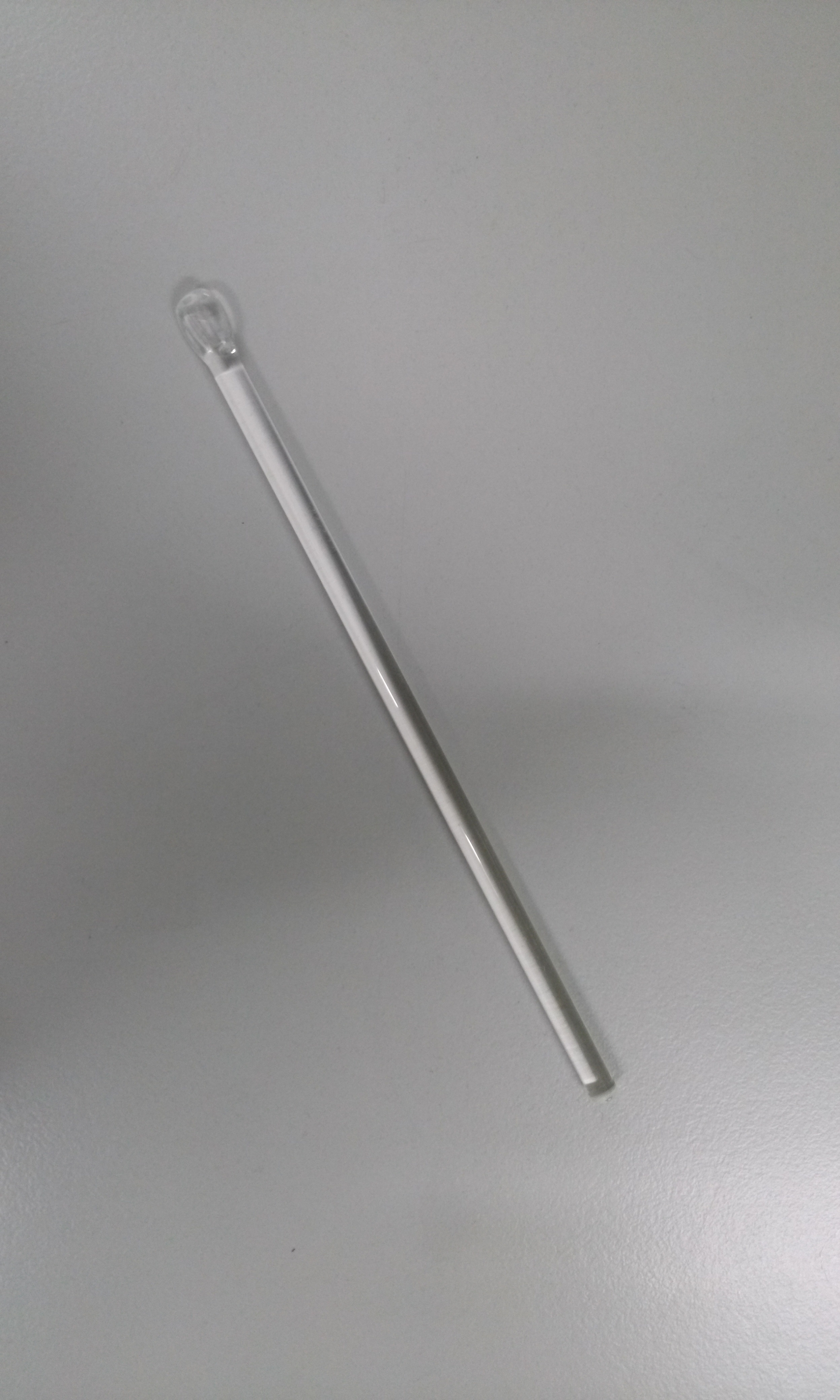
ガラス棒

ガラス棒（ガラスぼう英: Glass rod）とは、ガラス製の棒状のものである。

## 概要
一般的な素材はホウケイ酸ガラスかポリプロピレンであり、酸に対しての耐食性が高いために、実験器具として撹拌などに広く用いられている。また、静電気を帯電させる実験も広く行われている。
通常長さが10〜40cm、直径が約0.5cm。
撹拌に用いるためのものは、ビーカーと接触して破損しないようにあらかじめ端は一般に丸みを帯びている。ゴムが取り付けられているものもある。

## 関連項目

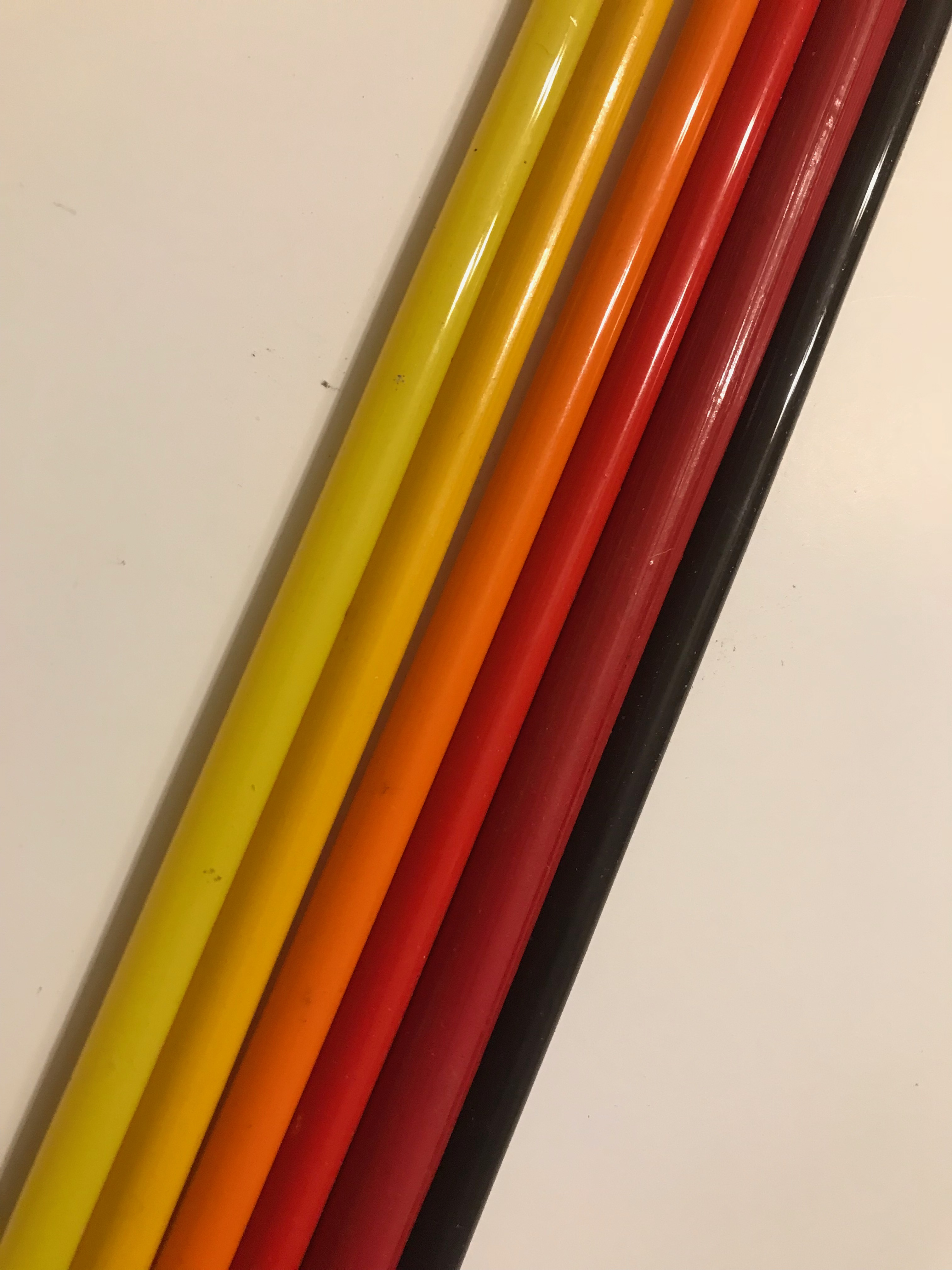
カドミウムで着色されたホウケイ酸ガラスのガラスロッド